# Arctostaphylos nissenana
Arctostaphylos nissenana är en ljungväxtart som beskrevs av Clinton Hart Merriam. Arctostaphylos nissenana ingår i släktet mjölonsläktet, och familjen ljungväxter. Inga underarter finns listade i Catalogue of Life.